# Sebastian Piovesan
Sebastian Piovesan (Treviso, 25 maggio 1984) è un bassista e compositore italiano.
Suona il basso elettrico con particolare approfondimento nella tecnica del basso fretless.
Ha una vena compositiva melodica, contrappuntistica, riflessiva e uno stile di arrangiamento personale e deciso.

## Biografia
Diplomato al Conservatorio Giuseppe Tartini di Trieste ha studiato con Giovanni Maier, Marc Abrams, Klaus Gesing, Glauco Venier, Matteo Alfonso ed i maestri di arrangiamento e composizione Stefano Bellon e Alberto Mandarini.
Vincitore di due borse di studio ha approfondito gli studi presso l’Estonian Academy of Music and Theatre di Tallinn (2014/2015), con i maestri Taavo Remmel, Raul Sööt, Tanel Ruben e Jaak Sooäär, e successivamente ha insegnato, collaborato e si è esibito per il dipartimento di Jazz della LUCA School of Arts di Bruxelles (2015/2016).
Rilevante la dedizione per la composizione e l’arrangiamento sviluppata anche grazie alla “Big Tartini Band” diretta da Klaus Gesing, della quale ha fatto parte in qualità di bassista ma anche di compositore e arrangiatore di alcuni brani.
Numerose sono le esibizioni con vari ensemble in Italia ma anche in campo internazionale, tra i quali il Pat Metheny Ensemble Group diretto da Peter Hertmans, e varie sono le collaborazioni nel lavoro in studio di registrazione.
Ha partecipato a numerosi Festival Jazz, tra i quali Leuven Jazz (Belgio), EESTI Jazz (Estonia), Mittelfest Europa, Trieste Love Jazz, Umbria Jazz, Nei Suoni dei Luoghi - Festival musicale internazionale, Pordenone Summer Jazz, Le nuove rotte del Jazz (Trieste), FVG International Music Meeting 2014, Meeting 2014 Pop and Jazz Platform (AEC), Sile Jazz.
Nel 2018 è uscito il suo primo disco da leader Travelling Notes per l’etichetta Dodicilune, progetto con il quale è risultato tra i 2 vincitori del Concorso Nazionale “Chicco Bettinardi” per nuovi talenti del jazz italiano 2019, aggiudicandosi anche il premio del pubblico.
Parallelamente agli studi musicali, nel 2007 si laurea in Scienze dell’Architettura presso lo IUAV - Istituto Universitario di Architettura di Venezia.

## Premi e riconoscimenti
- 2019 - Encomio del Sindaco e Comune di Silea per i risultati ottenuti in campo musicale (Silea TV)
- 2019 - 2º Classificato al Concorso Nazionale Chicco Bettinardi[7] (Piacenza)
- 2019 - Premio del Pubblico al Concorso Nazionale Chicco Bettinardi (Piacenza)
- 2016 - 1º Classificato: Borsa di studio per merito Erasmus+ Mobility for Traineeship (Belgio, Bruxelles)
- 2015 - 1º Classificato: Borsa di studio per merito Erasmus+ Mobility (Estonia, Tallin)

## Discografia rilevante
- 2018 - Sebastian Piovesan – Travelling Notes (Dodicilune)
- 2018 - Alberto Cantone – Breve Danzò il Novecento (Lizard Records)
- 2014 - Dove non c’è nessuno – Stefano Masini (Latlantide Promotions)

## Travelling Notes
Travelling Notes è il progetto da leader del bassista Sebastian Piovesan, autore di composizioni e arrangiamenti.
Un quintetto dalla grande coesione, attrezzato dal punto di vista tecnico e di notevole affiatamento, del quale fanno parte anche il trombettista Francesco Ivone, il sassofonista Giorgio Giacobbi, il pianista Francesco De Luisa e la batterista Camilla Collet.
Nel 2018 esce il disco intitolato per l'appunto Travelling Notes, registrato presso Artesuono Recording Studios di Stefano Amerio e pubblicato dall'etichetta pugliese Dodicilune.
Nel 2019 il progetto è tra i due vincitori del Concorso Nazionale “Chicco Bettinardi” nuovi talenti del jazz italiano, aggiudicandosi anche il premio del pubblico.